# Torneio de Wimbledon de 2009 - Duplas mistas

## Cabeças-de-chave
Todos os cabeças de chave receberam um bye na primeira rodada. seeds receive a bye into the second round. 